# Riiser-Larsen-See
Koordinaten: 68° 0′ 0″ S, 22° 0′ 0″ O
Die Riiser-Larsen-See ist ein Randmeer des Südlichen Ozeans vor der Küste Antarktikas, das zwischen der Lasarew-See im Westen und der Kosmonautensee im Osten liegt. Sie erstreckt sich von 14° Ost bis 30° Ost. Seine nördliche Grenze wird durch den 65. Breitengrad definiert. Das Meer ist in weiten Teilen tiefer als 3000 m und 1.138.000 km² groß. Es ist fast das ganze Jahr mit Eis bedeckt, wodurch viele Eisberge dort kalben. Im Süden grenzt das Meer an die Prinzessin-Astrid-Küste und an die Prinzessin-Ragnhild-Küste des Königin-Maud-Landes.
Die Küste wurde nach dem norwegischen Luftfahrtpionier und Polarforscher Hjalmar Riiser-Larsen benannt.